# Chielula
Chielula (ros. Хелюля, fiń. Helylä) – osiedle typu miejskiego w północno-zachodniej Rosji, w Republice Karelii, w rejonie sortawalskim, nad rzeką Tochmajoki, ok. 5 km na północ od miasta Sortawała.
Miejscowość liczyła w 2005 roku ok. 3,1 tys. mieszkańców, głównie Rosjan i innych europejskich osadników, a także Karelów – rdzennych mieszkańców tych ziem. Liczba mieszkańców w szybkim tempie zmniejsza się z powodu emigracji zarobkowej do większych miast; w 1996 r. osadę zamieszkiwało 3600 osób, co oznacza spadek populacji o 13% w ciągu 9 lat.